# 言叢社
言叢社（げんそうしゃ）は、東京都千代田区にある出版社（有限会社）。
思想、造形表現、精神・心理、文化人類学、民族・民俗などのジャンルを横断し、新たな人間表現の形を模索しながら出版を続けている。

## 概要
所在地
- 東京都千代田区西神田2-4-1　東方学会本館1F

## 沿革
- 言叢社同人として原澤幸子（もと共同通信社文化部記者）、島亨、五十嵐芳子が参加、当時、紀伊國屋書店の会長であった田辺茂一に出版取次ぎ等の協力を得、吉本隆明『論註と喩』の書き下ろしを最初の出版物として、1978年に発足した。

## 代表的な出版物
- 吉本隆明著『論註と喩』・『ハイ・エディプス論』
- エミール・バンヴェニスト著『インド＝ヨーロッパ諸制度語彙集』（全2巻が日本翻訳出版文化賞受賞）
- ネリー・ナウマン著『山の神』（日本翻訳出版文化賞受賞）
- ネリー・ナウマン著『生の緒 _縄文時代の物質・精神文化』
- マリヤ・ギンブタス著『古ヨーロッパの神々』
- フランツ・ボアズ著『プリミティヴ アート』
- ディディエ・アンジュー著『皮膚‐自我』『集団と無意識』
- ジャン・ドリュモー著『告白と許し』
- ジン之林著『中国の生命の樹』（ジン＝革へんに斤）
- 蘇秉キ著『新探中国文明の起源』（キ＝王へんに奇）
- 渡辺公三『司法的同一性の誕生』『身体・歴史・人類学Ⅰ・Ⅱ』
- 松村一男『神話思考Ⅰ—自然と人間』
- 小林茂著『内水面漁撈の民具学』『秩父 山の生活文化』『秩父 山の民俗考古』
- 崎尾英子著『かよいあいたい心たち』『子どもを支えることば』
- 西原克成著『赤ちゃんの生命のきまり』
- 浦上博子著『型の完成にむかって』